# Dante Rossi (Wasserballspieler)
Dante Rossi (* 28. August 1936 in Bologna; † 15. März 2013 in Lavagna) war ein italienischer Wasserballspieler.
Dante Rossi begann seine Karriere bei PN Bologna und wechselte dann nach Genua zu Sportiva Nervi. Von 1967 bis 1969 war er dreimal in Folge mit Nervi italienischer Vizemeister.
1958 war Rossi Torwart der italienischen Nationalmannschaft bei der Europameisterschaft und belegte den vierten Platz. Bei den Olympischen Spielen 1960 vor heimischem Publikum in Rom kam Rossi in fünf von sieben Spielen zum Einsatz, er fehlte in der Vorrunde gegen die Mannschaften Japans und der Vereinigten Arabischen Union. In den fünf Spielen gegen europäische Gegner ließ Rossi lediglich sieben Tore zu. Die Italiener gewannen nach 1948 die zweite Goldmedaille im Wasserball. 1962 belegten die Italiener den achten Platz bei der Europameisterschaft. Bei den Olympischen Spielen 1964 in Tokio kam Rossi in sechs Spielen zum Einsatz, die Italiener belegten den vierten Platz.
Dante Rossis Söhne Stefano und Giacomo wurden später Erstligaspieler bei Lazio.